# 佐、鄧肯、傑克與珍
《佐、邓肯、杰克与简》（英語：Zoe, Duncan, Jack and Jane）是一部美国青少年情景喜剧，由丹尼尔·佩奇和苏·佩奇创作，主演包括莎瑪·布萊兒、大卫·莫斯科、迈克尔·罗森巴姆和阿祖拉·斯凯。该剧于1999年1月17日在WB電視網首播，并于2000年6月11日结束。该剧共播出了两季，共26集。